# Mawlana Shawkat Ali
Mawlana Shawkat Ali (Rampur 10 de març de 1873-Delhi 26 de novembre de 1938) fou un dirigent del Moviment Khilafat de l'Índia, un dels germans Ali (l'altre era Mawlana Muhammad Ali).

## Biografia
Mawlana Shawkat Ali rebé una educació europea a Bareilly i després a Aligarh per decisió de la seva mare vídua Abadi Begum. Fou esportista de renom però no va destacar en els estudis. Al final dels estudis va treballar al departament de l'Opi durant 17 anys i després fou secretari de l'Aga Khan. Va donar suport al seu germà.
El 1913 va fundar l'Associació de Servidors de la Kaba per protegir aquest monument i facilitar la peregrinació des de l'Índia. Va dirigir també dos revistes publicades pel seu germà. El maig de 1915 fou arrestat acusat de preparar una revolta dels musulmans contra els anglesos. Van restar a presó fins al desembre de 1919.

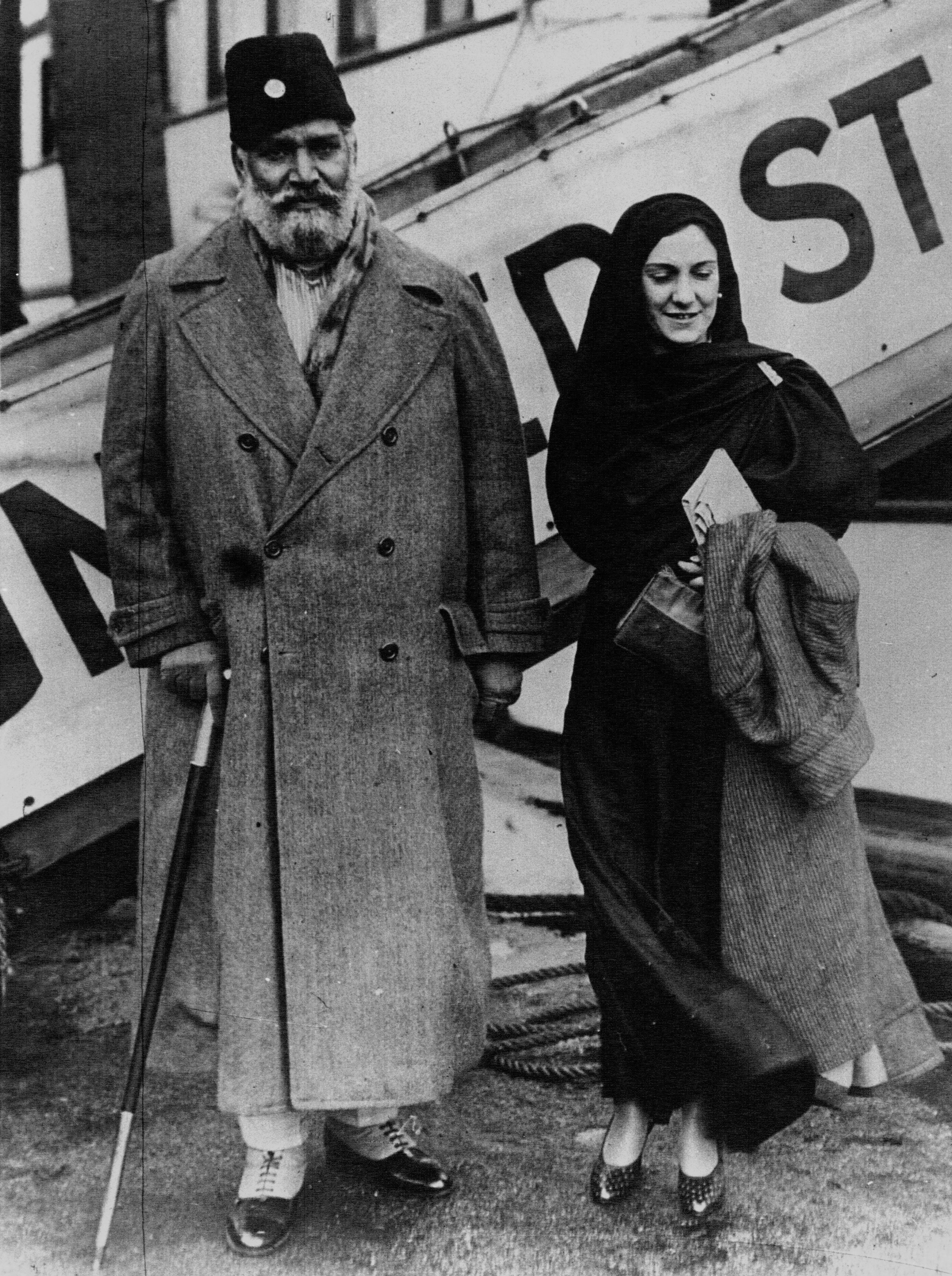
Mawlana Shawkat i la seva dona el 1932

Llavors es van associar al Congrés Nacional Indi al que van acostar als musulmans. Van destacar en el Moviment de No Cooperació a l'inici dels anys vint i després al moviment Khilafat. El 9 de juliol de 1921 van fer votar a la Conferència del Khilafat una resolució apel·lant a la deserció dels soldats musulmans a l'exèrcit angloindi, i això els va costar una nova detenció; es va seguir contra ells dos i altres cinc persones l'anomenat Procés de Karachi.
El 1923 va presidir la conferència del Khilafat a Cocanada, on es va fundar la Sewa Dal Hindustani (Cossos al Servei de l'Índia), que va tenir la primera sessió a Belgaum el 1924 i pretenia millorar la situació social dels indis. Quan van aparèixer moviments radicals que pretenien la conversió dels musulmans a l'hinduisme (el Shuddi o "Purificació") els musulmans van exigir garanties d'equitat en una Índia independent, que el Congrés Nacional no va voler donar (Conferència de Calcuta de 1928) i els musulmans van capgirar el seu suport cap a la Lliga Musulmana i van demanar un estat separat.
Es va establir a Bombai i al final de la seva vida fou elegit pel Consell Legislatiu Central. Va morir a Delhi el 1938.